# Prowadź mnie ulico vol. 3
Prowadź mnie ulico vol. 3 – album muzyczny zawierający utwory różnych wykonawców związanych z wytwórnią Jimmy Jazz Records wydany w 2006 r. Była to trzecia publikacja w ramach serii albumów wydawanych pod tytułem Prowadź mnie ulico. Zawierała zestawienie utworów różnych wykonawców, które znalazły się na ich albumach wydanych przez tę wytwórnię w 2006 r. oraz utwory niepublikowane. Pod względem prezentowanej twórczości były to utwory z takich nurtów muzycznych jak punk rock, street punk/oi!, ska, punk '77, hardcore, rock’n’roll, rockabilly i pokrewne. Album został wydany na płycie CD. Zawierał 26 utworów i 1 plik video z teledyskiem.

## Historia
W 2004 r. wytwórnia Jimmy Jazz Records wydała album kompilacyjny pod tytułem „Prowadź mnie ulico”, obecnie określany jako „Prowadź mnie ulico vol. 1”, zawierający zestawienie utworów różnych wykonawców z lat 1995-2004, związanych zarówno z tą wytwórnią, jak i jej poprzedniczką – wytwórnią Rock’n’roller. Rok później wydano kolejny taki album kompilacyjny „Prowadź mnie ulico vol. 2”. Konsekwentnie w roku 2006 wydano część trzecią publikacji obejmującą utwory z wydawnictw realizowanych w 2006 r. oraz utwory niepublikowane. W kolejnych latach wydawane były, początkowo regularnie co roku, a później nieregularnie, następne albumy w tej serii o identycznej idei przewodniej. Album w ramach wytwórni ma przypisany kod: JAZZ 092. Wydana została w formie digipak.

## Muzyka i wykonawcy
Utwory zaprezentowana w ramach albumu należą do kilku gatunków muzycznych generalnie określanych jako przynależnych do sceny alternatywnej, niezależnej. Pośród nich dominuje punk rock, w tym także street punk/oi! oraz punk '77. Wśród wybranych wykonawców są jednak i zespoły, które tworzą utwory o innej stylistyce. Można tu wymienić przede wszystkim ska, rockabilly, czy rock’n’roll oraz nawiązujące do brzmień folkowych i surf rockowych. Do tego dochodzą utwory zdecydowanie ostrzejsze z nurtu hardcore punk. W momencie wydania albumu aż 19 utworów z 26 było nowych, wcześniej niepublikowanych.
W albumie zamieszczono utwory następujących wykonawców: Anti Dread, Bang Bang, Emerald, Komety, Nowy Świat, O.D.C., Pavulon Twist, Rewizja, Road Trip's Over, Skampararas, The Analogs, The Cuffs, The Headhunters, The Kolt, Way Side Crew, WC.

## Utwory
| Lp    | Wykonawca        | Tytuł                  | Czas |
| ----- | ---------------- | ---------------------- | ---- |
| 1     | The Analogs      | Pieśń Aniołów          | 2:28 |
| 2     | The Kolt         | Pieśń o Bohaterze      | 2:47 |
| 3     | Nowy Świat       | Kwadraty               | 2:07 |
| 4     | Pavulon Twist    | Perfect Kiss           | 2:42 |
| 5     | The Cuffs        | Punx Undead            | 2:36 |
| 6     | Bang Bang        | Szybki Sex             | 1:53 |
| 7     | O.D.C.           | Nie Oddam Swojej Wiary | 1:24 |
| 8     | Anti Dread       | Roko                   | 3:13 |
| 9     | Skampararas      | O Kolesiach Dwóch      | 5:45 |
| 10    | Way Side Crew    | Piękny Dumny i Bogaty  | 2:15 |
| 11    | WC               | Puste Miejsce          | 2:52 |
| 12    | Road Trip's Over | My Paradise            | 3:13 |
| 13    | Emerald          | Nocny                  | 4:04 |
| 14    | The Cuffs        | Lord of Dark Rythms    | 3:25 |
| 15    | The Headhunters  | Jestem Jaki Jestem     | 3:02 |
| 16    | Nowy Świat       | Nowy Świat             | 2:38 |
| 17    | Pavulon Twist    | She’s a Real Cool Cat  | 2:41 |
| 18    | Rewizja          | Ziemia Obiecana        | 1:50 |
| 19    | Road Trip's Over | Burning City Lights    | 2:48 |
| 20    | O.D.C.           | Knur                   | 2:16 |
| 21    | The Kolt         | A i B                  | 1:47 |
| 22    | Way Side Crew    | Ulica                  | 3:40 |
| 23    | Skampararas      | Rzeczywistość          | 4:34 |
| 24    | Komety           | Kieszonkowiec Darek    | 2:16 |
| 25    | Rewizja          | Nie Ważny Jest Dzień   | 1:34 |
| 26    | Bang Bang        | Pod Kołdrą             | 1:54 |
| video | The Analogs      | Pieśń Aniołów          | b.d. |

## Odbiór
Album, podobnie jak cała seria, jako całość zbiera w dużej mierze pochlebne recenzje. W szczególności podnosi się jego przekrojowość i atrakcyjność repertuarowa, stanowiące o jego sile. Zróżnicowana pod względem muzycznym zawartość płyty zdecydowanie pozwala znaleźć na niej sporo dla siebie, choć co oczywiste nie każdy utwór przypada każdemu do gustu. Pośród znanych zespołów, których utwory znajdują się na płycie wymienia się Anti Dread, Skampararas, The Analogs, The Kolt i WC, a spośród debiutantów szczególnie Bang Bang, Pavulon Twist, Rewizja, Road Trip’s Over. Na uwagę zasłużyły także zespoły nie będące debiutantami choć jeszcze nie tak zasłużone jak wcześniej wymienione. Należą do nich O.D.C. i Way Side Crew. Uwagę niektórych recenzentów przykuwa między innymi wykonany przez zespół The Kolt cover grupy Dzieci Kapitana Klossa pod tytułem „Pieśni o bohaterze”. Oczywiście niektóre utwory nie zbierają samych pochlebnych opinii, nawet w odniesieniu tego samego zespołu. Przykładowo jeden z autorów recenzji bardzo pozytywnie ocenia jeden z utworów Skampararas, a drugi całkowicie przeciwnie, określając go mianem zniechęcającego. Pozytywne recenzje zebrał także utwór zespołu Anti Dread odnoszący się do aktora filmów pornograficznych znanego jako Rocco Siffredi oraz zespołu The Analogs pod tytułem „Pieśń aniołów”, zaprezentowany zarówno jako nagranie muzyczne jak i w formie klipu viedeo, dający ówcześnie zapowiedź świetnego, nowego materiału na kolejną płytę zespołu. Ponadto zwraca się uwagę na niską cenę płyty charakterystyczną dla całej serii. Powyższe fakty sprawiają, że albumy te należą do najchętniej kupowanych z katalogu tego wydawnictwa.